# Сизых, Владимир Иванович
Владимир Михайлович Якубов (1879 — ?) — деятель российских спецслужб, полковник ОКЖ. Руководитель Пермского (1909—1912) и Туркестанского (1912—1916) охранных отделений. В период Первой мировой войны руководил контрразведкой Западного фронта (1916—1917). В период Гражданской войны руководил разведкой Русской армии П. Н. Врангеля (1919—1922).

## Биография
В службу вступил в 1898 году после окончания Петровского Полтавского кадетского корпуса, произведён в  фельдфебели. 
В 1899 году после окончания   и 3-го военного Александровского училища по 1-му разряду, произведён в подпоручики и был определён в Кексгольмский лейб-гвардии полк. В 1901 году произведён в поручики.
В 1905 году был  произведён в штабс-ротмистры и переведен в Отдельный корпус жандармов с назначением  помощником начальника  Ковенского ГЖУ. В 1906 году произведён в ротмистры. С 1907 года прикомандирован к Пермскому губернскому жандармскому управлению. Будучи начальником Пермского охранного отделения проявил себя в борьбе с лесными братьями – лбовцами и давыдовцами. В 1909 году «за отличие» произведён в подполковники, помощник начальника Отделения по охране общественной безопасности и порядка в городе Варшава. 
С 1909 года начальник Пермского Отделения по охране общественной безопасности и порядка. С 1912 года начальник Туркестанского Отделения по охране общественной безопасности и порядка.
В  1916 году произведён в полковники с назначением начальником Контрразведывательного отделения Западного фронта.
С 1919 года начальник Разведывательного отделения штаба главнокомандующего Русской армии П. Н. Врангеля.